# Kawasaki Z 500
Die Kawasaki Z 500 ist ein Motorradmodell der japanischen Firma Kawasaki Heavy Industries.

## Geschichte
Das Modell (Z 500 B1) sollte ursprünglich auf der IFMA 1978 in Köln zusammen mit der Z 1300 präsentiert werden, wurde jedoch nicht rechtzeitig für die Messe fertig, sodass die Präsentation erst im Winter 1978 auf Malta erfolgen konnte. Kawasaki bewarb das Modell als eine speziell für den anspruchsvollen europäischen Markt angepassten Maschine mit den Fahrleistungen der Kawasaki 500 H1, jedoch mit einer kultivierteren Leistungsentfaltung. Im gleichen Marktbereich waren bereits die Honda CX 500 und die Suzuki GS 550 E vorhanden, sodass Kawasaki ein sportliches Äußeres anbot, das Modell wurde in einem feuerroten Farbton angeboten und wirkte wie eine verkleinerte Z 650.

## Technik
Der luftgekühlte 497-cm³-Vierzylinder-Viertakmotor leistete 52 PS bei 9000/min und war mit einem Bohrung-Hub-Verhältnis von 55:52,4 mm kurzhubig ausgelegt. Der Ventiltrieb war identisch mit dem der Z 650, jedoch wurden die beiden obenliegenden Nockenwellen über eine Zahnkette, die von Gummischienen geführt wurde, angetrieben. Ventilführungen und -Sitze wurden aus neu entwickeltem, verschleißfesterem Material gefertigt. Identisch mit der Z 650 war die gleitgelagerte Kurbelwelle, die Druckumlaufschmierung sowie die Mehrscheiben-Nasskupplung. Vier Rundschieber-Vergaser mit 22 mm Durchlass bereiteten das Gemisch auf, gezündet wurde mittels einer kontaktgesteuerten Batterie-Spulen-Zündung. Das Sechsganggetriebe unterstützte die sportliche Auslegung. Der Doppelschleifen-Rohrrahmen mit 1395 mm Radstand und 98 mm Nachlauf erleichterte die Handlichkeit, die Radführung erfolgte vorne mittels Telegabel und hinten über eine Rundrohr-Stahlschwinge, die Federwege betrugen 180 mm vorn und 100 mm hinten. Das Modell war bereits mit Nadellagern in der Schwingenbuchse ausgerüstet, im Lenkkopf blieb jedoch ein Kugellager (an Stelle eines Kegelrollenlagers) erhalten. Die Bremsanlage erhielt 3 unregelmäßig gelochte Bremsscheiben, welche das 210 kg schwere Motorrad (vollgetankt) verzögerten, Sintermetall-Beläge verbesserten das Verzögern bei Regen. Serienmäßig war das Modell mit Schlauchreifen von Dunlop ausgestattet, vorne arbeitete ein Reifen in der Größe 3.25 H 19, hinten 3.75 H 18 auf Leichtmetall-Gussrädern.
Für den deutschen Markt wurde das Modell mit einer Leistung von 50 PS (37 kW) bei 9000/min angeboten, das maximale Drehmoment lag bei 43 Nm bei 7500/min, damit waren, zumindest offiziell, 2 PS der Versicherungseinteilung zum Opfer gefallen.
Das Motorrad zeigte ein sehr gutes Handling und ließ sich sehr präzise steuern, der Motor galt als spritzig und drehfreudig, er ertrug selbst Drehzahlen bis 11000/min und erreichte damit Geschwindigkeiten über 180 km/h bei einem Kraftstoffverbrauch von 5.5 bis 7 l/100 km. Der 15-Liter-Tank erlaubte bei diesem Verbrauch eine Reichweite von weit über 200 km.
Das Modell kam in Deutschland zu einem Preis von 6138 DM auf den Markt.

## Neues Modell 2024

### Z500 MY2024
Im Jahr 2024 startete Kawasaki den Verkauf einer neu überarbeiteten Z500. Mit 33 kW (45 PS) ist sie speziell für die A2-Führerscheinklasse geeignet und erreicht eine Höchstgeschwindigkeit von 179 km/h. Der Motor hat 451 cm³ Hubraum und hat einen mittleren Arbeitsdruck von 1,19 MPa; die Leermasse des Krads beträgt 153 kg. Das Getriebe hat sechs Fahrstufen. Das Motorrad wird sowohl in einem matten Grauton als auch in einem Kawasaki typisch grünen Design angeboten und kostet ab Werk 5.595,00 €. Die Z500 MY2024 verfügt über denselben Motor wie die Kawasaki Ninja 500 SE.

#### Z500 MY2024 SE
Die Z500 MY2024 SE ist als Special Edition Modell mit kleinen Anpassungen zur Z500 MY2024 außerhalb Deutschlands erhältlich. Sie hat zusätzlich einen Bugspoiler (ein unter dem Motor angebrachter Spoiler) und einen USB-C Anschluss. Der Lack hat die Farben Rot oder Grün.